# 白眉山雀
白眉山雀（学名：Parus superciliosus）为山雀科山雀属的鸟类，是中国的特有物种。分布于青海、甘肃、四川、西藏等地，一般栖息于海拔3000-4000米左右的山坡灌丛间。该物种的模式产地在甘肃山地。